# كلية جامعة غاريسا
كلية جامعة غاريسا هي جامعة عامة تقع في غاريسا كينيا.

## نظرة عامة
كلية جامعة غاريسا افتتحت سنة 2011

## هجوم 2015
في 2 أبريل/نيسان 2015، قام رجال مسلحون باقتحام كلية جامعة گاريسا في مقاطعة گاريسّا في كينيا، مؤدين لمقتل ما لا يقل عن 147 طالبًا، وجرح 79 أو يزيد ادعى المنفذون بأنهم من حركة الشباب الصومالية، قائلين بأنهم هاجموا الجامعة لأنها كانت في إقليم مسلمين مستعمر من قِبَل غير المسلمين. قام المنفذون بأخذ العديد من الطلاب كرهائن، ثم أطلقوا سراح المسلمين فقط. انتهى الحصار بمقتل المسلحين الأربعة.

## طالع أيضًا
- هجوم جامعة غاريسا

1. ↑  وصلة مرجع: https://www.4icu.org/reviews/17712.htm.
2. ↑  "معلومات عن كلية جامعة غاريسا على موقع ido.ringgold.com". ido.ringgold.com. مؤرشف من الأصل في 2022-06-15.
3. ↑  "معلومات عن كلية جامعة غاريسا على موقع viaf.org". viaf.org. مؤرشف من الأصل في 2023-02-07.
4. ↑  0004 4677 7552 "معلومات عن كلية جامعة غاريسا على موقع isni.org". isni.org. {{استشهاد ويب}}: تحقق من قيمة |مسار= (مساعدة)